# Dávid Ďuriš
Dávid Ďuriš, né le 22 mars 1999 à Žilina en Slovaquie, est un footballeur international slovaque qui évolue au poste d'ailier gauche au Rosenborg BK.

## Biographie

### En club
Né à Žilina en Slovaquie, Dávid Ďuriš est formé par le club local du MŠK Žilina. Il joue son premier match en professionnel le 18 septembre 2018, lors d'une rencontre de coupe de Slovaquie face au Tatran Krasno nad Kysucou. Il entre en jeu à la place de Michal Tomič et participe à la victoire de son équipe en marquant également son premier but ce jour-là (0-6 score final).
Ďuriš fait sa première apparition en première division slovaque le 20 juillet 2019, lors de la première journée de la saison 2019-2020, face au MFK Zemplín Michalovce. Il entre en jeu et son équipe s'impose par trois buts à zéro.
Le 31 janvier 2024, lors du mercato hivernal, Dávid Ďuriš rejoint l'Italie pour s'engager en faveur de l'Ascoli Calcio sous la forme d'un prêt jusqu'à la fin de la saison, avec option d'achat.
Titularisé pour la première fois avec Ascoli le 11 mars 2024, face à la Sampdoria de Gênes lors d'une rencontre de Serie B, il se fait remarquer en marquant également son premier but pour le club. Il ne permet cependant pas à son équipe de gagner des points puisque celle-ci s'incline (2-1 score final),.
Le 6 août 2025, Dávid Ďuriš rejoint la Norvège afin de signer en faveur du Rosenborg BK pour un contrat courant jusqu'en décembre 2029.

### En sélection
Dávid Ďuriš joue son premier match avec l'équipe de Slovaquie espoirs le 14 novembre 2019 contre la Biélorussie. Il entre en jeu et participe à la victoire de son équipe en marquant également son premier but en espoirs (3-0 score final).
En septembre 2022, Dávid Ďuriš est convoqué pour la première fois avec l'équipe nationale de Slovaquie par le sélectionneur Francesco Calzona. Il honore sa première sélection avec la Slovaquie lors de ce rassemblement, le 22 septembre 2022, contre l'Azerbaïdjan. Il entre en jeu à la place de Matúš Bero lors de cette rencontre perdue par son équipe sur le score de deux buts à un,.
Ďuriš inscrit son premier but avec la sélection slovaque le 16 octobre 2023 contre le Luxembourg, lors d'un match comptant pour les éliminatoires de l'Euro 2024. Entré en jeu à la place d'Ivan Schranz, il donne la victoire à son équipe en étant l'unique buteur de la rencontre,.
Le 7 juin 2024, il figure dans la liste des 26 joueurs slovaques retenus par Francesco Calzona pour participer à l'Euro 2024.